# Karl-Heinz Knobbe
Karl-Heinz Knobbe (* 22. Dezember 1937; † vor 1997) war ein deutscher Fußballtorwart. Er spielte mit dem SC Aufbau Magdeburg 1960 in der DDR-Oberliga, der höchsten Spielklasse im DDR-Fußball.

## Sportliche Laufbahn
1955 gehörte Karl-Heinz Knobbe zur Juniorenmannschaft der Betriebssportgemeinschaft (BSG) Motor Oschersleben, die bei den DDR-Meisterschaften den 5. Platz errang. 1958 wechselte er zum zweitklassigen DDR-Ligisten SC Aufbau Magdeburg. Dort war er zunächst zweiter Torwart hinter Hans-Georg Michalak und kam in dieser Saison in 26 Punktspielen nur achtmal zum Einsatz. Auch als der SC Aufbau 1959 in die DDR-Oberliga aufstieg, kam er an Michalak nicht vorbei und stand nur in vier Punktspielen im Tor. In der Oberligasaison 1960 war Knobbe ebenfalls nur als Ersatztorwart vorgesehen und wurde nur einmal am dritten Spieltag in der Begegnung SC Aufbau – BSG Fortschritt Weißenfels (1:1) eingesetzt. Für die Spielzeit 1961/62 (Rückkehr zur Sommer-Frühjahr-Saison) war Knobbe nur noch als dritter Torwart benannt und kam in der Oberligamannschaft nicht zum Einsatz. Er wechselte daraufhin zum DDR-Liga-Aufsteiger Lok Halberstadt, wo er als Stammtorwart 19 der 26 Punktspiele bestritt. Halberstadt schaffte nicht den Klassenerhalt, und damit war Knobbes Laufbahn im höherklassigen Fußball beendet. Er kehrte nach Oschersleben zurück, wo er sich der drittklassigen Bezirksligamannschaft von Motor/Vorwärts Oschersleben anschloss. Mit ihr gewann er 1965 den Bezirksfußballpokal.

## Anmerkung
1. ↑  In den meisten Quellen werden der Vorname Burkhard(t) und ein falsches Geburtsdatum angegeben. Burkhard Knobbe war jedoch ein anderer Oberliga-Spieler. Hier werden die Angaben aus dem Deutschen Sportecho und der Volksstimme Magdeburg verwendet.

| Personendaten    | Personendaten            |
| ---------------- | ------------------------ |
| NAME             | Knobbe, Karl-Heinz       |
| KURZBESCHREIBUNG | deutscher Fußballtorwart |
| GEBURTSDATUM     | 22. Dezember 1937        |
| STERBEDATUM      | vor 1997                 |